# Xenopsylla lobengulai
Xenopsylla lobengulai är en loppart som beskrevs av De Meillon 1930. Xenopsylla lobengulai ingår i släktet Xenopsylla och familjen husloppor. Inga underarter finns listade i Catalogue of Life.